# Гринтаун (Индијана)
Гринтаун (енгл. Greentown) град је у америчкој савезној држави Индијана.

## Демографија
По попису из 2010. године број становника је 2.415, што је 131 (-5,1%) становника мање него 2000. године.
| Група             | 2000.         | 2010.         |
| Белци             | 2.480 (97,4%) | 2.325 (96,3%) |
| Афроамериканци    | 12 (0,5%)     | 14 (0,6%)     |
| Азијати           | 8 (0,3%)      | 23 (1,0%)     |
| Хиспаноамериканци | 25 (1,0%)     | 36 (1,5%)     |
| Укупно            | 2.546         | 2.415         |